# Szereg homologiczny

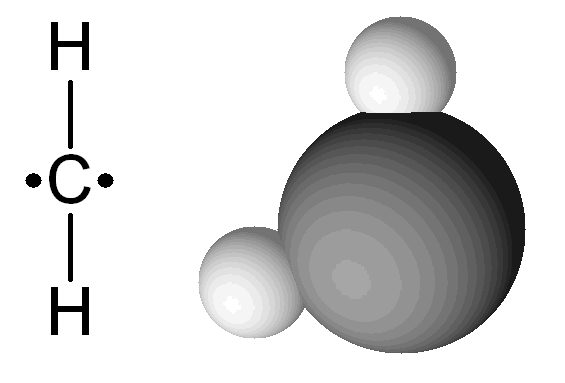
Wzór strukturalny i model grupy metylenowej

Szereg homologiczny – zbiór związków chemicznych o zbliżonej budowie chemicznej i własnościach, które daje się zapisać wspólnym wzorem sumarycznym. Przykładem szeregu homologicznego są liniowe alkany, które różnią się między sobą tylko liczbą grup -CH2- i które można zapisać ogólnym wzorem sumarycznym: CnH2n+2.
Poszczególne związki z tego zbioru są nazywane homologami. Wzory sumaryczne wszystkich związków tworzących jeden szereg homologiczny daje się zapisać w formie ogólnej, w której występuje zmienna określająca liczbę grup metylenowych.
Często w szeregach homologicznych węglowodorów nierozgałęzionych kilka pierwszych związków w szeregu ma nazwy zwyczajowe np. w przypadku alkanów, alkenów i alkinów cztery pierwsze. W następnych rdzeń nazwy pochodzi od liczebników greckich lub łacińskich oznaczających liczbę atomów węgla w cząsteczce.
Szeregi homologiczne istnieją także dla innych klas prostych związków organicznych, np. alkoholi, aldehydów i kwasów karboksylowych.

## Przykłady

### Klasy związków tworzące szeregi homologiczne
n – liczba naturalna, wzory dotyczą związków monofunkcyjnych
- alkany: CnH2n+2 (n > 0)
- alkeny: CnH2n (n > 1)
- alkiny: CnH2n-2 (n > 1)
- cykloalkany: CnH2n (n > 2)
- cykloalkeny: CnH2n-2 (n > 2)
- cykloalkiny: CnH2n-4 (n > 2)
- alkohole: CnH2n+1OH lub CH3(CH2)n-1OH (n > 0; drugi wzór dotyczy związków nierozgałęzionych)
- aldehydy: CnH2n+1CHO (n ≥ 0) lub CH3(CH2)n-1CHO (n > 0; drugi wzór dotyczy związków nierozgałęzionych i nie obejmuje aldehydu mrówkowego HCHO)
- kwasy karboksylowe, np. jednokarboksylowe: CnH2n+1COOH (n ≥ 0) lub CH3(CH2)n-1COOH (n > 0; drugi wzór dotyczy związków nierozgałęzionych i nie obejmuje kwasu mrówkowego HCOOH)

i in.

### Początkowe elementy przykładowych szeregów homologicznych
Alkany (CnH2n+2)
- metan CH4 n = 1
- etan C2H6 n = 2
- propan C3H8 n = 3
- butan C4H10 n = 4
- pentan C5H12 n = 5
- heksan C6H14 n = 6
- heptan C7H16 n = 7
- oktan C8H18 n = 8
- nonan C9H20 n = 9
- dekan C10H22 n = 10

Alkohole jednowodorotlenowe (alkanole; CnH2n+1OH)
- metanol CH3OH n = 1
- etanol C2H5OH n = 2
- propanol C3H7OH n = 3
- butanol C4H9OH n = 4
- pentanol C5H11OH n = 5
- heksanol C6H13OH n = 6
- heptanol C7H15OH n = 7
- oktanol C8H17OH n = 8
- nonanol C9H19OH n = 9
- dekanol C10H21OH n = 10